# Nuevo Pescadito de Arriba
Nuevo Pescadito de Arriba är en ort i Mexiko.   Den ligger i kommunen Playa Vicente och delstaten Veracruz, i den sydöstra delen av landet, 400 km sydost om huvudstaden Mexico City. Nuevo Pescadito de Arriba ligger 83 meter över havet och antalet invånare är 267.
Terrängen runt Nuevo Pescadito de Arriba är platt. Runt Nuevo Pescadito de Arriba är det mycket glesbefolkat, med 4 invånare per kvadratkilometer. Närmaste större samhälle är Arroyo Colorado, 17,3 km väster om Nuevo Pescadito de Arriba. Omgivningarna runt Nuevo Pescadito de Arriba är en mosaik av jordbruksmark och naturlig växtlighet.